# Melanomyza intermedia
Melanomyza intermedia är en tvåvingeart som först beskrevs av Malloch 1923.  Melanomyza intermedia ingår i släktet Melanomyza och familjen lövflugor. Inga underarter finns listade i Catalogue of Life.